# Gran Premio de Suiza de Motociclismo de 1953
El Gran Premio de las Naciones de Motociclismo de 1953 fue la séptima prueba de la temporada 1953 del Campeonato Mundial de Motociclismo. El Gran Premio se disputó el 22 y 23 de agosto de 1953 en el Circuito de Bremgarten.

## Resultados 500cc
Después de terminar cuarto en el Gran Premio del Úlster, Reg Armstrong solo pudo ser tercero en esta carrera por detrás de sus compañeros de equipo Geoff Duke y Alfredo Milani. Giuseppe Colnago tuvo un éxito notable de Gilera al acabar cuarto. Duke se ponía líder ahora en la clasificación del Mundial por delante de Armstrong. También fue un buen día para Piero Taruffi. Taruffi ya tenía buenos recuerdos del circuito de Bremgarten, porque en 1952 había logrado su única victoria en Fórmula 1 aquí con un Ferrari.
| Pos.    | Piloto              | Equipo | Tiempo/Retirado | Puntos |
| ------- | ------------------- | ------ | --------------- | ------ |
| 1       | Geoff Duke          | Gilera | 1h 17' 24" 1    | 8      |
| 2       | Alfredo Milani      | Gilera | +13" 7          | 6      |
| 3       | Reg Armstrong       | Gilera | +1' 18" 3       | 4      |
| 4       | Giuseppe Colnago    | Gilera | +1' 53"         | 3      |
| 5       | Rod Coleman         | AJS    | +2' 05"         | 2      |
| 6       | Derek Farrant       | AJS    | +2' 14" 7       | 1      |
| 7       | Dickie Dale         | Gilera | +2' 48" 9       |        |
| 8       | Walter Zeller       | BMW    | +1 Vuelta       |        |
| 9       | Nello Pagani        | Gilera | +1 Vuelta       |        |
| 10      | Hans Baltisberger   | BMW    | +1 Vuelta       |        |
| 11      | Hans Meier          | BMW    | +1 Vuelta       |        |
| 12      | Jost Albisser       | Norton | +2 Vueltas      |        |
| 13      | Bertrand Botta      | Norton | +2 Vueltas      |        |
| 14      | Florian Camathias   | BMW    | +3 Vueltas      |        |
| 15      | Arthur Fenn         | Norton | +4 Vueltas      |        |
| 16      | Henri Vidonne       | Norton | +4 Vueltas      |        |
| 17      | Karl Rührschneck    | Norton | +4 Vueltas      |        |
| Ret     | Jack Brett          | Norton | Ret             |        |
| Ret     | Ken Kavanagh        | Norton | Ret             |        |
| Ret     | Hermann Paul Müller | Horex  | Ret             |        |
| Ret     | John Storr          | Norton | Ret             |        |
| Ret     | Carletto Bellotti   | Norton | Ret             |        |
| Ret     | Leopold Barde       | Norton | Ret             |        |
| Ret     | Alexandre Mayer     | Norton | Ret             |        |
| Fuente: |                     |        |                 |        |

## Resultados 350cc
Fergus Anderson comenzó el Gran Premio de Suiza con sólo dos puntos por delante de Ray Amm y Enrico Lorenzetti en la clasificación gewneral. Sin embargo, Amm se lesionó y Lorenzetti se retiró en carrera. Gracias a su victoria, Anderson ya se aseguraba el título mundial.
| Pos. | Piloto              | Equipo     | Tiempo/Retirado | Puntos |
| ---- | ------------------- | ---------- | --------------- | ------ |
| 1    | Fergus Anderson     | Moto Guzzi | 1h 02' 49" 3    | 8      |
| 2    | Ken Kavanagh        | Norton     | +31" 5          | 6      |
| 3    | Rod Coleman         | AJS        | +31" 8          | 4      |
| 4    | Jack Brett          | Norton     | +1' 11" 7       | 3      |
| 5    | Derek Farrant       | AJS        | +1' 40" 6       | 2      |
| 6    | Karl Hofmann        | DKW        | +2' 16" 2       | 1      |
| 7    | Hermann Paul Müller | Horex      | +1 Vuelta       |        |
| 8    | Rupert Hollaus      | Norton     | +1 Vuelta       |        |
| 9    | Luigi Taveri        | AJS        | +1 Vuelta       |        |
| 10   | Hans Haldemann      | Norton     | +1 Vuelta       |        |
| 11   | Tommy Wood          | Norton     | +1 Vuelta       |        |
| 12   | Roland Schnell      | Horex      | +2 Vueltas      |        |
| 13   | Kurt Knopf          | AJS        | +2 Vueltas      |        |
| 14   | Weler               | AJS        | +2 Vueltas      |        |
| 15   | Bevers              | Norton     | +2 Vueltas      |        |
| 16   | Ferdinand Helbling  | AJS        | +3 Vueltas      |        |
| Ret  | Alano Montanari     | Moto Guzzi | Ret             |        |
| Ret  | Enrico Lorenzetti   | Moto Guzzi | Ret             |        |

## Resultados 250cc
Como había ocurrido durante todo el año, la carrera de 250cc fue ganada por NSU, pero debido a que Werner Haas tuvo un accidente, Rupert Hollaus se llevó los honores de la victoria. Georg Braun quedó segundo con uno de los primeros NSU Sportmax y Hermann Paul Müller tercero. Luigi Taveri quedó cuarto en la carrera de casa con la Moto Guzzi Bialbero 250. En séptimo lugar terminó Florian Camathias, que luego causaría furor como corredor de sidecar.
| Pos. | Piloto            | Equipo     | Tiempo/Retirado | Puntos |
| ---- | ----------------- | ---------- | --------------- | ------ |
| 1    | Reg Armstrong     | NSU        | 55' 17" 5       | 8      |
| 2    | Alano Montanari   | Moto Guzzi | +21" 9          | 6      |
| 3    | Fergus Anderson   | Moto Guzzi | +22" 0          | 4      |
| 4    | Enrico Lorenzetti | Moto Guzzi | +1' 12" 9       | 3      |
| 5    | Otto Daiker       | NSU        | +2' 08" 1       | 2      |
| 6    | Werner Haas       | NSU        | +2' 35" 9       | 1      |
| 7    | Walter Reichert   | NSU        | + 1 Vuelta      |        |
| 8    | Tommy Wood        | Moto Guzzi | + 1 Vuelta      |        |
| 9    | Benoit Musy       | Moto Guzzi | + 1 Vuelta      |        |
| 10   | Angelo Marelli    | Moto Guzzi | + 1 Vuelta      |        |
| 11   | A. Parry          | DKW        | + 1 Vuelta      |        |
| 12   | August Hobl       | DKW        | + 1 Vuelta      |        |
| 13   | Rupert Hollaus    | Moto Guzzi | +2 Vueltas      |        |
| 14   | Alex Mayer        | Moto Guzzi | +2 Vueltas      |        |